# Stratosphere giant

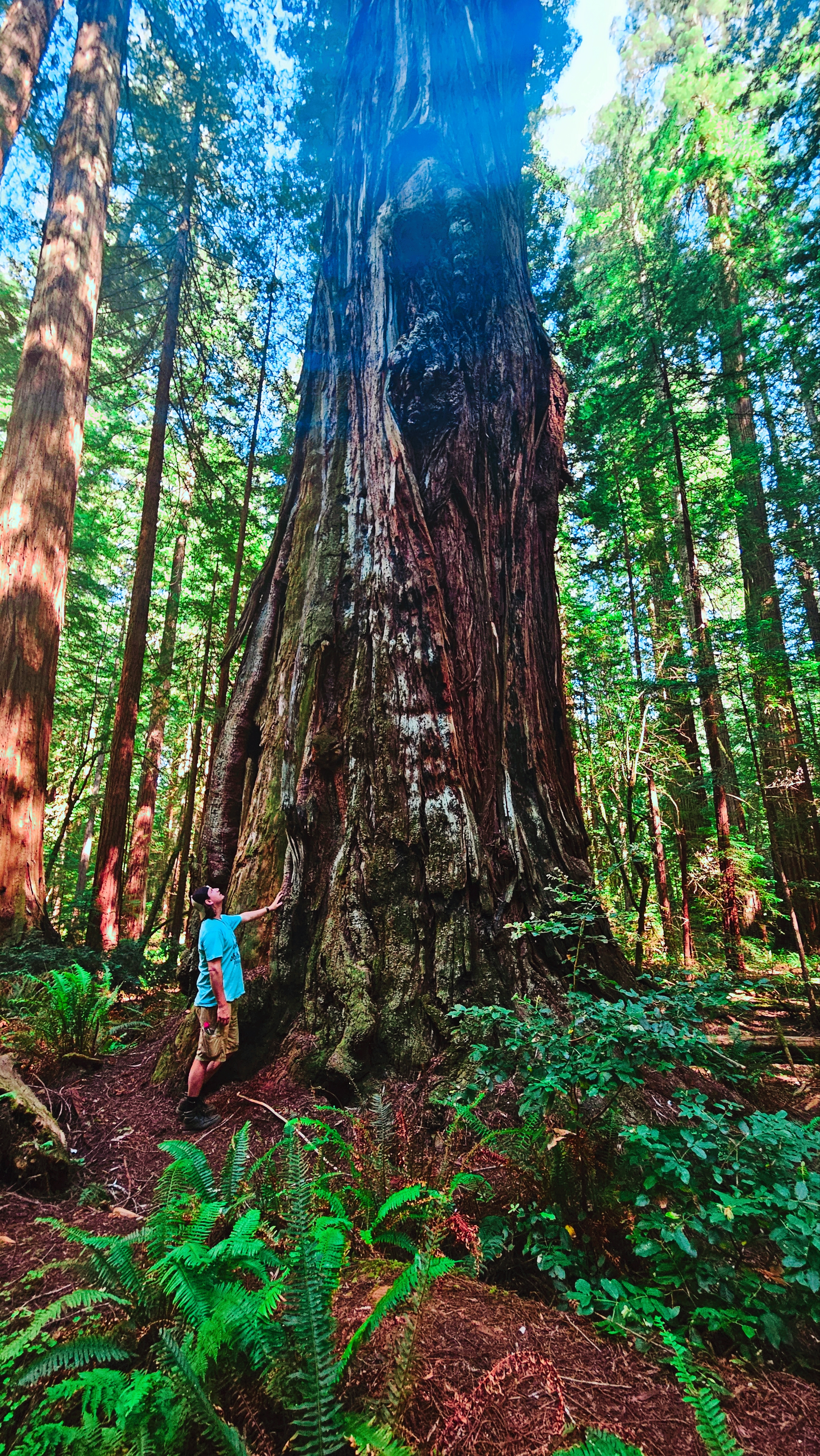
Imagen del árbol «Gigante estratosférico»

«Gigante estratosférico» (en inglés: Stratosphere Giant) es el nombre del que una vez fue considerado el árbol más alto del mundo, una secuoya roja que medía 112,83 metros en 2004, ubicado en el Parque nacional Redwood, en California, Estados Unidos. El árbol sigue creciendo, y en 2010 ya medía 113,11 metros. Está rodeado por un gran número de árboles de tamaño similar. Para evitar daños por el turismo, la ubicación exacta del árbol no ha sido revelada al público. 
El 8 de septiembre de 2006, se descubrió otra secuoya roja, luego llamada «Hyperión», en el mismo Parque nacional Redwood, que ahora está considerada el árbol (y ser viviente) más alto, midiendo 115,55 metros. Esto fue confirmado mediante una cinta de medición. Además, se han encontrado otros dos árboles de este bosque mayores que el «Gigante estratosférico».